# Hyaloperina
Hyaloperina este un gen de molii din familia Lymantriinae.